# Nguyên tắc Paris
Nguyên tắc Paris là bộ nguyên tắc về Thiết chế Nhân quyền Quốc gia, được thông qua tại Đại hội đồng Liên Hợp Quốc năm 1993. Thiết chế nhân quyền quốc gia có thể tồn tại ở nhiều dạng cơ quan khác nhau, như Ủy ban Nhân quyền quốc gia, Ombudsman, hay các Viện có chức năng rộng.
Nguyên tắc Paris yêu cầu một Cơ quan Nhân quyền Quốc gia phải có đầy đủ hai chức năng:
- Bảo vệ nhân quyền: bao gồm việc tiếp nhận, điều tra và giải quyết các khiếu nại, hòa giải mâu thuẫn và có các hoạt động giám sát nhân quyền; và
- Thúc đẩy nhân quyền, thông qua giáo dục, phổ biến, truyền thông, xuất bản, đào tạo và xây dựng năng lực, cũng như tư vấn và hỗ trợ cho Chính phủ trong việc thực thi các nghĩa vụ tôn trọng, bảo vệ và hỗ trợ người dân thực thi nhân quyền.

Nguyên tắc Paris là cơ sở để Liên minh Toàn cầu của các cơ quan nhân quyền quốc gia (GANHRI) - trước kia Ủy ban quốc tế điều phối các cơ quan nhân quyền quốc gia (ICC) - đánh giá và công nhận các cơ quan nhân quyền quốc gia. Một Cơ quan Nhân quyền Quốc gia được Tiểu ban Công nhận của GANHRI đánh giá là tuân thủ đầy đủ Nguyên tắc Paris thì được công nhận là "trạng thái A". Cơ quan Nhân quyền Quốc gia trạng thái A có tư cách bỏ phiếu tại GANHRI và tham gia các đối thoại tại Hội đồng Nhân quyền Liên Hợp Quốc và các cơ chế liên quan cũng như các đối thoại và hợp tác quốc tế ở khu vực.
Bên cạnh Nguyên tắc Paris, một số Ủy ban Công ước Nhân quyền (giám sát việc thực thi các Công ước Nhân quyền) cũng có hướng dẫn về vai trò và trách nhiệm của cơ quan nhân quyền quốc gia trong việc thực hiện các công ước tương ứng, chẳng hạn như Bình luận chung số 10 (1998) của Ủy ban về các quyền kinh tế, xã hội và văn hóa; Bình luận chung số 02 (2002) của Ủy ban Quyền Trẻ em về Cơ chế giám sát quyền trẻ em độc lập.

## Lịch sử
Ý tưởng về việc thành lập các thiết chế nhân quyền quốc gia đã có từ rất sớm. Chẳng hạn, ở Thụy Điển, một thiết chế "đại diện người dân" hay "bảo vệ người dân", gọi là Ombudsman, đã được thành lập từ năm 1809, với chức năng giám sát các cơ quan hành chính thông qua tiếp nhận và giải quyết khiếu nại của người dân. Sau chiến tranh Thế giới thứ II, vào năm 1946, song song với việc soạn thảo Tuyên ngôn Nhân quyền Phổ quát tại LHQ, Hội đồng Kinh tế và Xã hội đã xem xét vấn đề thiết chế nhân quyền quốc gia và kêu gọi các nước thành viên Liên Hợp Quốc thành lập "các nhóm thông tin hoặc các ủy ban nhân quyền địa phương".
Năm 1978, Ủy ban Liên Hợp quốc về Nhân quyền  (tiền thân của Hội đồng Nhân quyền LHQ) đã tổ chức một seminar với kết quả là tập hợp được dự thảo một hướng dẫn về cấu trúc và hoạt động của các thiết chế nhân quyền quốc gia. Dự thảo này sau đó được thông qua tại Ủy ban và Đại hội đồng Liên Hợp Quốc. Đại hội đồng Liên Hợp Quốc cũng đề nghị các quốc gia thành viên Liên Hợp Quốc thiết lập cơ quan nhân quyền quốc gia, và trong suốt thập kỷ 1980 nhiều nước đã thành lập cơ quan nhân quyền quốc gia để đáp ứng lời kêu gọi này.
Năm 1991, Hội thảo quốc tế về Thiết chế Quốc gia dành cho việc thúc đẩy và bảo vệ Nhân quyền diễn ra tại Paris từ 07-09/10. Đại diện của các chính phủ, LHQ và tổ chức liên chính phủ, các thiết chế nhân quyền khu vực, các cơ quan nhân quyền quốc gia, các NGO và các học giả từ các viện nghiên cứu tham gia hội thảo đã thống nhất đưa ra một bộ tiêu chí quốc tế tối thiểu cho việc thành lập và hoạt động của các cơ quan nhân quyền quốc gia. Bộ tiêu chí này được gọi là Nguyên tắc Paris.
Nguyên tắc Paris, mặc dù không phải là một luật có tính ràng buộc, nhanh chóng nhận được sự công nhận và hưởng ứng trên thế giới. Ủy ban Liên Hợp Quốc về Nhân quyền đã thông qua Nguyên tắc Paris năm 1992. Năm 1993, Hội nghị Thế giới về nhân quyền tại Vienna thông qua Tuyên bố Vienna và Chương trình hành động trong đó kêu gọi các quốc gia thành lập cơ quan nhân quyền quốc gia theo Nguyên tắc Paris. Đại hội đồng LHQ đã thông qua Nguyên tắc Paris tại Nghị quyết 48/143 ngày 20 tháng 12 năm 1993. Nghị quyết này khuyến khích các quốc gia thành lập các thiết chế nhân quyền theo các Nguyên tắc Paris, đồng thời cũng công nhận "quyền của mỗi quốc gia trong việc lựa chọn một khuôn khổ phù hợp nhất với nhu cầu cụ thể ở cấp quốc gia".
Nguyên tắc Paris về các thiết chế nhân quyền quốc gia là một chuẩn mực ngày càng được công nhận rộng rãi trên thế giới, được tham chiếu trong các chương trình nghị sự của Liên Hợp Quốc,bao gồm trong các cơ chế nhân quyền (Hội đồng Nhân quyền và các cơ chế của Hội đồng như UPR hay các Thủ tục đặc biệt, cùng với các Cơ quan giám sát các Công ước nhân quyền LHQ). Trong số các Mục tiêu phát triển bền vững (SDG), mục tiêu số 16b về " tăng cường các thể chế quốc gia phù hợp" được đề xuất đánh giá bằng việc quốc gia có một cơ quan nhân quyền tuân thủ Nguyên tắc Paris.
Tính đến tháng 3/2019, trên thế giới có hơn 100 quốc gia đã có cơ quan nhân quyền quốc gia, 78 trong số này được GANHRI công nhận là tuân thủ đầy đủ Nguyên tắc Paris và được xếp vào "trạng thái A".

## Nội dung chính của Nguyên tắc Paris
Nguyên tắc Paris gồm có 4 phần, quy định những yếu tố mang tính nền tảng tối thiểu của một Cơ quan Nhân quyền quốc gia về (1) Năng lực và Trách nhiệm, (2) Thành phần và việc đảm bảo tính độc lập và đa nguyên, về (3) Phương thức hoạt động và (4) một số vấn đề chung.

### Thẩm quyền và Trách nhiệm của Cơ quan Nhân quyền Quốc gia
Nguyên tắc Paris quy định cơ quan nhân quyền quốc gia phải "được trao chức năng rộng nhất có thể" và được đảm bảo trong Hiến pháp hoặc một luật về cơ cấu cũng như lĩnh vực thẩm quyền.
Nguyên tắc Paris cũng đưa ra 7 lĩnh vực trách nhiệm chính của một cơ quan nhân quyền quốc gia:
1. Trình lên Chính phủ, Quốc hội và bất cứ cơ quan có thẩm quyền nào các quan điểm, khuyến nghị, đề xuất và báo cáo về bất cứ vấn đề nào liên quan đến thúc đẩy và bảo vệ nhân quyền. Việc trình lên này có thể xuất phát từ yêu cầu của cơ quan có thẩm quyền, nhưng cũng có thể do Cơ quan Nhân quyền quốc gia chủ động đề xuất trong thẩm quyền được công nhận trước.

Nguyên tắc Paris gợi ý 4 lĩnh vực của các đề xuất kể trên: i) bất cứ điều khoản lập pháp hay hành pháp nào, cũng như các điều khoản liên quan tới tư pháp, với mục đích duy trì và mở rộng việc bảo vệ   nhân quyền (bao gồm các quy định hiện hành cũng như các dự luật và đề xuất). Cơ quan nhân quyền quốc gia sẽ đưa ra khuyến nghị mà nó cho là hợp lý để đảm bảo cho những điều khoản trên tuân theo những nguyên tắc cơ bản của nhân quyền; nếu cần thiết thì cơ quan quốc gia sẽ đề xuất đưa ra luật mới, chỉnh sửa luật hiện hành và áp dụng hay điều chỉnh các biện pháp hành pháp; ii). Bất cứ trường hợp vi phạm nhân quyền nào mà nó quyết định tiếp nhận; iii). Chuẩn bị báo cáo về tình hình quốc gia liên quan đến nhân quyền nói chung và những vấn đề cụ thể hơn; iv) Lưu ý Chính phủ về tình trạng nhân quyền bị vi phạm ở bất cứ khu vực nào trong nước và đề xuất các biện pháp chấm dứt tình trạng đó, khi cần thiết có thể bày tỏ ý kiến về quan điểm và phản ứng của Chính phủ;
Cơ quan Nhân quyền quốc gia có thể lựa chọn công khai những đề xuất hoặc đệ trình này.
2. Thúc đẩy và đảm bảo sự hài hòa giữa pháp luật, quy định và thực tiễn thi hành của quốc gia với các văn kiện nhân quyền quốc tế mà quốc gia đó là thành viên, và việc thực thi có hiệu quả những văn kiện này.
3. Khuyến khích phê chuẩn hoặc tham gia các văn kiện nhân quyền quốc tế và bảo đảm việc áp dụng chúng;
4. Đóng góp vào các báo cáo mà Quốc gia được yêu cầu nộp cho các cơ quan và ủy ban của Liên Hợp Quốc, cũng như đóng góp vào các cơ quan khu vực theo nghĩa vụ ghi trong các điều ước, khi cần  thiết có thể đưa ra ý kiến về vấn đề này, trên cơ sở tôn trọng thích đáng sự độc lập của các cơ quan đó;
5. Hợp tác với Liên Hợp Quốc hay bất cứ tổ chức nào khác trong hệ thống Liên Hợp Quốc, với các cơ quan khu vực và cơ quan quốc gia của các quốc gia khác có thẩm quyền trong lĩnh vực bảo vệ và thúc đẩy nhân quyền;
6. Trợ giúp xây dựng các chương trình đào tạo và nghiên cứu nhân quyền, tham gia vào việc thực hiện các chương trình đó ở trường phổ thông, đại học, hay các cơ quan chuyên môn khác;
7. Phổ cập nhân quyền và những nỗ lực chống mọi hình thức phân biệt đối xử, nhất là phân biệt chủng tộc, bằng cách nâng cao nhận thức công chúng, đặc biệt là thông qua thông tin, giáo dục và qua các cơ quan ngôn luận.

### Thành phần cơ cấu đảm bảo tính độc lập và đa nguyên theo Nguyên tắc Paris
Mặc dù đề cao tính độc lập và đa nguyên của Cơ quan Nhân quyền Quốc gia, Nguyên tắc Paris không định nghĩa trực tiếp thế nào là "độc lập" và "đa nguyên". Nguyên tắc này chỉ đưa ra tiêu chí mang tính vận hành là sự thể hiện tính độc lập và đa nguyên trong thành phần cơ cấu của Cơ quan Nhân quyền Quốc gia và trong phương thức hoạt động.
Nguyên tắc Paris gợi ý Cơ quan Nhân quyền Quốc gia nên bao gồm các thành phần đa dạng đến từ: a. Các tổ chức phi chính phủ trong lĩnh vực nhân quyền và nỗ lực chống phân biệt chủng tộc, các tổ chức nghiệp đoàn, các tổ chức xã hội và nghề nghiệp liên quan, ví dụ như các hiệp hội luật sư, bác sĩ, phóng viên và các nhà khoa học tên tuổi; b. Các xu thế tư tưởng triết học hay tôn giáo; c. Các trường đại học và các chuyên gia có trình độ;d. Quốc hội; và e. Các cơ quan của Chính phủ (chỉ tham gia với tư cách tư vấn). Đây có thể là các thành phần cố định (được bổ nhiệm), hoặc cơ hữu (mang tính tư vấn), hoặc mang tính hợp tác.
Trong đánh giá tuân thủ Nguyên tắc Paris, GANHRI đặc biệt quan tâm đến các thủ tục lựa chọn và bổ nhiệm thành viên cũng như nhân sự của cơ quan nhân quyền quốc gia.
GANHRI nhận xét rằng có nhiều cách diễn giải tính đa nguyên trong cơ cấu của cơ quan nhân quyền quốc gia, nó có thể thể hiện ở thành phần của các đại diện được bổ nhiệm, và ở trong chính thành phần nhân sự nhân viên của cơ quan nhân quyền quốc gia. Khi đánh giá một cơ quan nhân quyền quốc gia đáp ứng tiêu chí đa nguyên như thế nào, GANHRI đánh giá các khía cạnh công khai, có tính giải trình và tính tham gia trong việc lựa chọn và bổ nhiệm thành viên của cơ quan nhân quyền quốc gia: - Vị trí cần bổ nhiệm được thông báo công khai và rộng rãi; - Tối đa hóa số lượng ứng cử viên từ nhiều nhóm xã hội; - Khuyến khích tham vấn và tham gia trong việc ứng cử, đề cử, tuyển lựa, chọn và bổ nhiệm; - đánh giá ứng viên trên các tiêu chí được định trước, khách quan và công khai; và - Lựa chọn thành viên sẽ phục vụ cơ quan nhân quyền quốc gia trên tư cách cá nhân hơn là đại diện cho tổ chức của họ. GANHRI đánh giá tiến trình tuyển lựa thành viên của cơ quan nhân quyền quốc gia có được quy định rõ ràng trong luật pháp không, nếu thành viên được chọn từ nhiều cơ quan khác nhau (ví dụ, ở một số nước, chính phủ, quốc hội, cơ quan tư pháp và xã hội dân sự có thể đề cử một số lượng thành phần ứng viên nhất định) thì tiến trình này ở các nhánh khác nhau phải đồng nhất.
Để đảm bảo tính độc lập, trong thành phần cơ cấu, GANHRI yêu cầu các đại diện mang tính chính trị (thành viên chính đảng hay liên minh đảng chính trị cầm quyền, chính phủ, quốc hội) không trực tiếp tham gia cơ quan nhân quyền quốc gia hoặc nếu có thì chỉ tham gia với tư cách cố vấn mà không tham gia vào quá trình ra quyết định của cơ quan này, bao gồm cả việc quyết định chiến lược và kế hoạch.

### Phương thức hoạt động theo Nguyên tắc Paris
Nguyên tắc Paris đề xuất 7 phương thức hoạt động của cơ quan nhân quyền quốc gia như sau:
(a) Tự do xem xét bất cứ vấn đề nào trong phạm vi thẩm quyền của mình mà không chuyển tới cơ quan có thẩm quyền cao hơn. Vấn đề này có thể cho cơ quan tự lựa chọn hoặc do một đề xuất từ chính phủ hoặc cơ quan có thẩm quyền, hoặc xuất phát từ khiếu nại cá nhân hoặc yêu cầu của một tổ chức.
(b) Nghe bất cứ ai và tiếp cận bất cứ thông tin và tài liệu nào cần thiết để đánh giá tình huống trong thẩm quyền của nó;
(c)Trả lời các ý kiến của công chúng một cách trực tiếp hoặc thông qua truyền thông, đặc biệt trong trường hợp công khai các quan điểm và khuyến nghị.
(d) Họp thường xuyên và bất cứ khi nào cần thiết với sự có mặt của tất cả các thành viên sau khi họ đã được thông báo kịp thời;
(e)Thành lập các nhóm công tác gồm các thành viên khi cần thiết, và thiết lập các tiểu ban vùng và khu vực để hỗ trợ cơ quan quốc gia thực hiện chức năng của nó;
(f) Duy trì tham vấn với các cơ quan khác chịu trách nhiệm thúc đẩy và bảo vệ nhân quyền, như cơ quan xét xử hay cơ quan khác (đặc biệt là thanh tra viên, hòa giải và những cơ quan tương tự);
(g) Phát triển mối quan hệ với các tổ chức phi chính phủ hoạt động trong lĩnh vực thúc đẩy và bảo vệ nhân quyền, phát triển kinh tế và xã hội, chống lại phân biệt chủng tộc, bảo vệ những nhóm người dễ bị tổn thương (đặc biệt là trẻ em, người lao động di cư, người tỵ nạn, người bị khuyết tật về thể chất và tinh thần) hoặc những lĩnh vực đặc biệt khác.

### Thẩm quyền bán tư pháp
Nguyên tắc Paris đưa ra 4 phương thức thực hiện thẩm quyền bán tư pháp của cơ quan nhân quyền quốc gia:
(a) Tìm kiếm giải pháp hòa giải thông qua thương lượng. Theo luật định, cơ quan này có thể có quyết định mang tính ràng buộc, hoặc khi cần thiết, theo nguyên tắc bí mật;
(b) Thông báo cho nguyên đơn về các quyền của họ, đặc biệt là về các phương thức giải quyết mà họ có thể dùng đến, hỗ trợ họ tiếp cận các phương thức đó;
(c) Giải quyết bất kỳ đơn thư khiếu nại hay kiến nghị hoặc chuyển chúng tới cơ quan có thẩm quyền trong phạm vi luật định;
(d) Đưa ra kiến nghị với các cơ quan có thẩm quyền, đặc biệt là thông qua đề xuất sửa đổi, cải cách luật pháp, các quy định hay thông lệ hành chính, đặc biệt là nếu chúng gây khó khăn cho những người khiếu kiện trong việc bảo đảm các quyền của họ.

## Đánh giá và xếp hạng cơ quan nhân quyền quốc gia của GANHRI theo Nguyên tắc Paris
Bên cạnh việc đánh giá các khía cạnh nêu trực tiếp trong Nguyên tắc Paris, khi đánh giá một cơ quan nhân quyền quốc gia tuân thủ Nguyên tắc Paris đến mức nào, GANHRI còn đánh giá thêm hai khía cạnh cụ thể: Tự chủ về tài chính và nguồn lực, và việc thể hiện tính độc lập trong hoạt động.

#### Tính tự chủ về tài chính và cơ sở vật chất
Tính tự chủ về tài chính và nguồn lực được xem xét ở các khía cạnh: Cơ quan nhân quyền quốc gia có nguồn ngân sách ổn định, rõ ràng từ ngân sách nhà nước không; có cơ sở vật chất (trụ sở và hệ thống thông tin) mà tất cả các nhóm xã hội có thể tiếp cận được (về mặt vật chất, khoảng cách và kỹ thuật) không, có đủ ngân sách để trả lương nhân viên tương xứng không, có đủ ngân sách để thực hiện các hoạt động trong phạm vi chức năng không. Nếu tiếp nhận hỗ trợ tài chính từ cộng đồng quốc tế thì việc tiếp nhận này có mang tính tự chủ cao không hay phải có sự phê duyệt từ cấp cao hơn. Ngoài ra GANHRI cũng xem xét tính trách nhiệm giải trình trong việc quản lý ngân sách của cơ quan nhân quyền quốc gia.

### Việc thể hiện tính độc lập trong hoạt động
Các khía cạnh được xem xét ở phần này bao gồm liệu cơ quan nhân quyền quốc gia được đánh giá có sẵn sàng đề cập đến tất cả các vấn đề nhân quyền, có một hệ thống theo dõi sát sao việc thực thi các khuyến nghị đã đưa ra, có hệ thống báo cáo và tài liệu công khai và thể hiện việc theo sát các vấn đề và yêu cầu của công chúng, và đặc biệt trong trường hợp có những thay đổi hoặc bất ổn về chính trị thì có thể giữ được vị trí và cách hoạt động độc lập của mình không.
GANHRI thực hiện việc đánh giá mỗi 5 năm một lần, xuất phát từ yêu cầu của cơ quan nhân quyền quốc gia. Một báo cáo đánh giá sẽ được công bố trong đó nêu cụ thể các khuyến nghị của Nhóm đánh giá để cải thiện tính hiệu quả và tính tuân thủ Nguyên tắc Paris của tổ chức.